# U.S. Squash Hall of Fame

Logo der U.S. Squash Hall of Fame

Die U.S. Squash Hall of Fame (früher auch: The United States Squash Racquets Association Hall of Fame oder kurz USSRA Hall of Fame) ist eine seit 2000 bestehende Ruhmeshalle in der Sportart Squash.
Die Ruhmeshalle, die vom nationalen Squashverband U.S. Squash geführt wird, würdigt vor allem mit dem Squashsport verbundene US-Amerikaner, wie Sportler oder Pioniere in dieser Sportart. Jedoch wurden auch bereits einige Persönlichkeiten anderer Nationen in die Ruhmeshalle aufgenommen.

## Geschichte
Seit der Gründung im Jahre 2000 wurden bis dato (Stand: Induction 2019) 65 Persönlichkeiten in die Hall of Fame aufgenommen. Darunter sind Athleten aus den Bereichen Hardball Squash, Softball Squash, Einzel, Doppel, Männer, Frauen, sowie Profis und Amateure. Außerdem werden die verschiedenen Altersgruppen-Wettbewerbe (Junioren, Intercollegiate und Masters) berücksichtigt. Leistungen in freien Wettbewerben (engl. open competitions) bekommen bei der Entscheidung der Aufnahme in die U.S. Squash Hall of Fame jedoch eine höhere Gewichtung. In die Ruhmeshalle werden allerdings auch Personen mit außerordentlichen Beiträgen abseits des Spielfeldes aufgenommen, wie Trainer oder Funktionäre (wie Administratoren), die mit ihrem Wirken einen (Pionier)-Beitrag zum Wachstum und zur Verbreitung des Squashsports in den Vereinigten Staaten geleistet haben. Weiters werden bei der Auswahl der Mitglieder Integrität und Sportsgeist berücksichtigt. Das grundlegende Kriterium für eine Aufnahme in die Ruhmeshalle ist, ob der Einzelne einen wesentlichen positiven Einfluss auf den Squashsport in den Vereinigten Staaten hatte. Für Spieler gibt es eine Wartezeit von fünf Jahren ab dem Zeitpunkt des Karriereendes, ehe sie in die Hall of Fame aufgenommen werden können. Außerdem muss der Aufgenommene ein Staatsbürger oder zumindest für einen substanziellen Teil seiner Karriere ein Resident der Vereinigten Staaten sein. Nominierungen für die Aufnahme in die Hall of Fame können unter anderem über die offizielle Webpräsenz von U.S. Squash abgegeben werden.

## Mitglieder der U.S. Squash Hall of Fame
(Stand: Induction 2024)
| Name                            | Aufnahmejahr |
| ------------------------------- | ------------ |
| Margaret Varner Bloss           | 2000         |
| Betty Howe Constable            | 2000         |
| Anne Page Homer                 | 2000         |
| Barbara Maltby                  | 2000         |
| Gretchen Vosters Spruance       | 2000         |
| Charles M.P. Brinton            | 2000         |
| Germain G. Glidden              | 2000         |
| Hashim Khan                     | 2000         |
| H. Hunter Lott, Jr.             | 2000         |
| G. Diehl Mateer, Jr.            | 2000         |
| Alicia McConnell                | 2000         |
| Victor Niederhoffer             | 2000         |
| Stanley W. Pearson              | 2000         |
| Henri R. Salaun                 | 2000         |
| Mark Talbott                    | 2000         |
| Eleanora Randolph Sears         | 2001         |
| John M. Barnaby, II             | 2001         |
| William T. Ketcham, Jr.         | 2001         |
| Mohibullah Khan                 | 2001         |
| Darwin P. Kingsley, III         | 2001         |
| John Skillman                   | 2001         |
| Cecile M. Bowes                 | 2002         |
| Ralph E. Howe                   | 2002         |
| Samuel P. Howe, III             | 2002         |
| Edward C.P. Edwards             | 2003         |
| Margaret Howe                   | 2003         |
| Ann Wetzel                      | 2003         |
| Demer Holleran                  | 2004         |
| Sharif Khan                     | 2004         |
| Edwin H. Bigelow                | 2004         |
| Peter S. Briggs                 | 2005         |
| Harry Lee Cowles                | 2005         |
| Aggie Bixler Kurtz              | 2005         |
| Betty Woll Meade                | 2006         |
| John G. Nimick                  | 2006         |
| Carol Hunter Weymuller          | 2007         |
| Frederick Weymuller             | 2007         |
| Kenton Jernigan                 | 2008         |
| Albert G. Molloy, Jr.           | 2008         |
| F. Elizabeth Richey             | 2009         |
| Gregory H. Zaff                 | 2009         |
| Hazel White Jones               | 2010         |
| Thomas B. Jones                 | 2010         |
| Robert W. Callahan              | 2011         |
| Joyce V. Davenport              | 2011         |
| John F. Herrick                 | 2011         |
| Leonard A. Bernheimer           | 2012         |
| Thomas M. Poor                  | 2012         |
| Marigold Edwards                | 2013         |
| John G. Nelson                  | 2013         |
| Barbara Strobhar Clement Hunter | 2014         |
| Donald Strachan                 | 2014         |
| Michael J. Pierce               | 2015         |
| Gary Waite                      | 2015         |
| Thomas Wrightson                | 2015         |
| Paul D. Assaiante               | 2016         |
| Norman B. Bramall               | 2016         |
| Jane Austin Stauffer            | 2016         |
| Michael Desaulniers             | 2017         |
| Benjamin H. Heckscher           | 2017         |
| Maurice Heckscher               | 2017         |
| Anil Nayar                      | 2018         |
| Carol Heffelfinger Thesieres    | 2018         |
| Ginny Akabane                   | 2019         |
| Bunny Vosters                   | 2019         |
| Thomas E. Page                  | 2020         |
| John A. Fry                     | 2021         |
| Nancy Gengler-Saint             | 2022         |
| Gail Ramsay                     | 2022         |
| Latasha Khan                    | 2023         |
| Julian Illingworth              | 2024         |